# Punto di carica zero
Il punto di carica zero (o PZC, acronimo dall'inglese Point of zero charge), in chimica fisica, è il valore di pH al quale la densità di carica elettrica netta su una superficie è zero. È legato al concetto di punto isoelettrico, dal quale si differenzia allorché l'adsorbimento di ioni da parte della superficie non sia nullo. 
Viene di solito determinato immergendo un solido in un elettrolita.
Concentrando l'attenzione sui colloidi si avrà che se il pH di tale colloide risulterà più basso del suo valore di PZC, la superficie avrà una carica netta positiva. Mentre a pH maggiori del suo PZC la superficie presenterà carica netta negativa. Quindi se il PZC di un certo colloide sarà alto (pH alcalini) allora a pH neutro si avrà una soluzione circolante leggermente positiva; se invece il PCZ di un colloide avrà valore più basso (pH acidi) allora a pH neutro si avrà in soluzione una leggera carica negativa.
In pedologia, generalmente, gli orizzonti superficiali hanno PZC più bassi poiché la sostanza organica ha valori di PZC più bassi ed è più abbondante in superficie. Di conseguenza, man mano che aumenta la profondità, aumenterà anche il valore di PZC per la presenza sempre maggiore di argille e ossidi (entrambi con PCZ maggiori della sostanza organica), manifestando una carica positiva con la possibilità di adsorbire anioni. 